# Coppa Bernocchi 1961
La Coppa Bernocchi 1961, quarantatreesima edizione della corsa, si svolse il 24 settembre 1961 su un percorso di 270 km. La vittoria fu appannaggio dell'italiano Arturo Sabbadin, che terminò la gara in 6h56'00", alla media di 38,856 km/h, precedendo i connazionali Arnaldo Pambianco e Giuliano Bernardelle. L'arrivo e la partenza della gara furono a Legnano. Questa edizione della Coppa Bernocchi è stata valida come prova unica dei campionati italiani di ciclismo su strada, per cui non furono ammessi i corridori stranieri.

## Ordine d'arrivo (Top 10)
| Pos. | Corridore            | Squadra | Tempo    |
| ---- | -------------------- | ------- | -------- |
| 1    | Arturo Sabbadin      | Philco  | 6h56'00" |
| 2    | Arnaldo Pambianco    | Fides   | s.t.     |
| 3    | Giuliano Bernardelle | Atala   | s.t.     |
| 4    | Franco Cribiori      | Legnano | a 20"    |
| 5    | Oreste Magni         | Fides   | s.t.     |
| 6    | Alfredo Sabbadin     | Philco  | s.t.     |
| 7    | Giuseppe Dante       | Ignis   | s.t.     |
| 8    | Imerio Massignan     | Legnano | s.t.     |
| 9    | Aldo Moser           | Ghigi   | s.t.     |
| 10   | Dino Bruni           | Ignis   | a 34"    |